# マヌファヒ県
マヌファヒ県（テトゥン語：Manufahi）は、東ティモールの県のひとつ。1325 km2に2008年の推計で5万3995人が暮らす。県都はサメ。アラス、ファトゥベルリウ、サメ、トゥリスカイの四地区から成る。ポルトガル領ティモール時代は県都と同じくサメと呼ばれていた。インドネシア占領時代にハトゥド地区がマヌファヒ県からアイナロ県に移管される代わりに、アイナロ県からトゥリスカイ地区を編入した。
ティモール海に面し、東でマナトゥト県と、西でアイナロ県と、さらに北でアイレウ県と接している。
県内では公用語のテトゥン語とポルトガル語のほかに、マレー・ポリネシア語派に属すマンバイ語も話される。
|  |  |